# Григор Вачков
Григор Вачков Проданов (26 май 1932 – 18 март 1980) е български театрален и киноактьор, носител на званието „народен артист“. Играл е в 44 български филма.

## Биография
Григор Вачков, или както го наричат колегите Гришата учи в лозаро-винарско училище в Плевен, а после завършва ВИТИЗ през 1955 г., след което става член на колектива на Държавния сатиричен театър от самото му основаване. Работи във винпром и яйцекомбинат в Левски (1950 – 1952). Играе във Врачански народен театър (1955 – 1956) и Сатиричния театър (1956 – 1980). Работил е в Българско радио в седмичното предаване „Наслука“.
Дебютът му в киното е през 1960 г. Популярността му добива широки размери след като изиграва ролята на капитан Димитър Бомбов (Митко Бомбата) от телевизионния сериал „На всеки километър“ (1969 – 1971). Там се превъплъщава в образа на комунист-революционер. Едни от филмите му, получили международно признание и награди от кинофестивали, са Последно лято (1974) и Мъжки времена (1977). Последният му филм е Мера според мера (1981), в който неговата роля остава недовършена. В Златния фонд на БНР се пазят много постановки за радиотеатър с негово участие, а във фондовете на БНТ - телевизионни филми и постановки на телевизионен театър.
Член на СБФД (1965) и САБ.
В нощта срещу 12 март 1980 г. Григор Вачков получава тежък инсулт и е закаран в Правителствената болница. На 18 март издъхва без да дойде в съзнание.
Баща е на актрисата Мартина Вачкова и много добър приятел на Йордан Радичков. Съпругата му е Силвия Вачкова – киноредактор и репортер.

## Награди и отличия
- Златен медал за мъжка роля за превъплъщението си в Иван Ефрейторов от филма Последно лято на фестивал за авторски филми в Сан Ремо, Италия, 1974
- Наградата за мъжка роля за ролята на Банко във филма Мъжки времена от Фестивала на българския игрален филм – Варна, 1978
- Заслужил артист
- Народен артист (1978 г.)

## Театрални роли
- „На дъното“ (Максим Горки)
- „Скъперникът“ (Молиер) – Жак
- „Суматоха“ (Йордан Радичков) – Араламби
- „Ромео и Жулиета“ (Уилям Шекспир)
- „Петрол“ (Иван Радоев) – момчето
- „Лазарица“ (Йордан Радичков) – Лазар
- „Дванайсетте стола“ (Илф и Петров) – отец Фьодор
- „Чичовци“ (Иван Вазов) – Селямсъзът
- „Автобиография“ (1977) (Бранислав Нушич)

## Телевизионен театър
- „Лют звяр“ (1973) (Никола Русев)
- „Житни зърна в плява“ – „Връвчицата“ (1972) (Йордан Радичков)
- „Козя пътека“ (1972) (Йордан Радичков), мюзикъл
- „Кръстословица“ „Житни зърна в плява“ (1972) (Йордан Радичков)
- „Вражалец“ (1970) (Ст. Л. Костов) (Първа реализация)
- „Диалози“ (1970) (Кръстю Пишурка)
- „12 стола“ (1969) (Илф и Петров)
- „Човекът от Ла Манча“ (1968) (Мигел де Сервантес)
- „Заповед за убийство“ (1968) (Робърт Шекли) – рибарят Том/престъпникът
- „Чичовци“ (1963) (Иван Вазов)
- „Юнаци с умни калпаци“ (Никола Русев)
- „Лют звяр“ (Никола Русев) – попът
- „Вражалец“ (Ст. Л. Костов) – кметът
- „Яйцето“ (Йордан Радичков)

## Филмография
| Година     | Филми/Сериали                             | Серии | Копродукции  | Роля                                                       |
| ---------- | ----------------------------------------- | ----- | ------------ | ---------------------------------------------------------- |
| 1981       | Мера според мера (тв сериал)              | 7     |              | Апостол Петков – Ениджевардарското сонце                   |
| 1981       | Мера според мера                          | 3     |              | Постол войвода                                             |
| 1980       | Юмруци в пръстта                          |       |              | бирника Ташо                                               |
| 1980       | Камионът                                  |       |              | Йордан – Дедлето                                           |
| 1980       | Въздушният човек                          |       |              | бай Фоти                                                   |
| 1980       | Почти любовна история                     |       |              | бащата на Парушев                                          |
| 1980       | Уони                                      |       |              | строителят                                                 |
| 1979       | Трите смъртни гряха                       |       |              | Митар                                                      |
| 1978       | Инструмент ли е гайдата?                  |       |              | бай Илия, попът                                            |
| 1978       | Утрото е неповторимо                      |       |              | Мичев                                                      |
| 1978       | Покрив                                    |       |              | мургавия, началник на пласмента                            |
| 1978       | Всички и никой                            |       |              | Мустафа, циганския бос                                     |
| 1978       | Топло                                     |       |              | Силвестър Дочев – Динго                                    |
| 1977       | Срещу вятъра                              |       |              | капитан II ранг ст. лейтенант Григоров                     |
| 1977       | Мъжки времена                             |       |              | Банко                                                      |
| 1977       | Темната кория (тв)                        |       |              | Благата дума                                               |
| 1976       | Залутан по пътя                           |       |              |                                                            |
| 1976       | Спомен за близначката                     |       |              | Първан                                                     |
| 1974       | Вечни времена                             |       |              | Гунчев                                                     |
| 1974       | Селкор                                    |       |              | Мангафата                                                  |
| 1974       | Гибелта на пилота                         |       |              | пилотът Владимир Шворин                                    |
| 1973       | Последно лято                             |       |              | Иван Ефрейторов                                            |
| 1973       | Най-добрият човек, когото познавам        |       |              | Семо Влъчков                                               |
| 1973       | Бягство в Ропотамо                        |       |              | Юсуф                                                       |
| 1970       | Князът                                    |       |              | зографът Не и не-то                                        |
| 1970       | Кит                                       |       |              | капитанът на кораб „Одисей“                                |
| 1969, 1971 | На всеки километър (тв сериал)            | 26    |              | Митко Бомбата/капитан Димитър Атанасов-Бомбов/д-р Атанасов |
| 1969       | Белият кон                                |       |              | Джери                                                      |
| 1969       | Ямурлукът                                 |       |              |                                                            |
| 1968       | Танго                                     |       |              | Ильо Митовски                                              |
| 1968       | Първи сняг                                |       |              | Кола                                                       |
| 1968       | Бялата стая                               |       |              | клоун в цирка                                              |
| 1968       | Гибелта на Александър Велики              |       |              | Александър Карев                                           |
| 1967       | Привързаният балон                        |       |              | човекът с пищова                                           |
| 1966       | Джеси Джеймс срещу Локум Шекеров (тв)     |       |              | Локум Шекеров                                              |
| 1966       | Горещо пладне                             |       |              | селянина                                                   |
| 1965       | Грамофон и маслини за моите приятели (тв) |       |              | каруцарят                                                  |
| 1965       | Старинната монета („Die Antike Münze“)    |       | България/ГДР | Бончо                                                      |
| 1964       | Невероятна история                        |       |              | шофьорът                                                   |
| 1964       | Веригата                                  |       |              | каруцарят                                                  |
| 1964       | Непримиримите                             |       |              | Ваклин                                                     |
| 1963       | Смърт няма                                |       |              | Пешо                                                       |
| 1962       | Тютюн                                     |       |              |                                                            |
| 1962       | Хроника на чувствата                      |       |              | Илийчо Чолаков, шофьор на камион                           |
| 1961       | Призори                                   |       |              |                                                            |
| 1960       | Бедната улица                             |       |              | Таско                                                      |
| 1960       | Хитър Петър                               |       |              | турчин-разбойник                                           |
| 1960       | Дом на две улици                          |       |              | Гуни Хуната                                                |
| 1959       | Отвъд хоризонта                           |       |              |                                                            |
| 1959       | Звезди                                    |       |              | монтьор в работилницата                                    |

- „И ми е пълен животът...“ (1978), (реж. Иван Кирилов) – филм за Григор Вачков
- „Портрет“ (1975), (реж. Иван Кирилов) – филм за Григор Вачков